# Kurkiaisterä
Kurkiaisterä är en ö i Finland. Den ligger i sjön Iso-Roine och i kommunen Tavastehus i den ekonomiska regionen  Tavastehus ekonomiska region  och landskapet Egentliga Tavastland, i den södra delen av landet, 120 km norr om huvudstaden Helsingfors. Öns area är 2,6 hektar och dess största längd är 300 meter i sydväst-nordöstlig riktning.